# Мухомор красный
Мухомо́р кра́сный (лат. Amanita muscaria) — гриб рода Мухомор, или Аманита (Amanita) семейства Мухоморовые (Agaricaceae). Широко распространённый космополит. Является известнейшим представителем рода, и наиболее узнаваемым ядовитым грибом.
Ядовит; обладает слабыми психоактивными свойствами. Используется как опьяняющее вещество и энтеоген. В Сибири имеет религиозное значение в местной культуре.

## Названия
Во многих европейских языках название этого гриба происходит от старинного его способа применения — в качестве средства против мух (англ. fly agaric, нем. Fliegenpilz, фр. amanite tue-mouches), латинский видовой эпитет тоже происходит от слова «муха» (лат. musca). В славянских языках слово «мухомор» (пол. muchomor, болг. мухоморка, чеш. muchomůrka и др.) стало названием рода Amanita.

## Разновидности

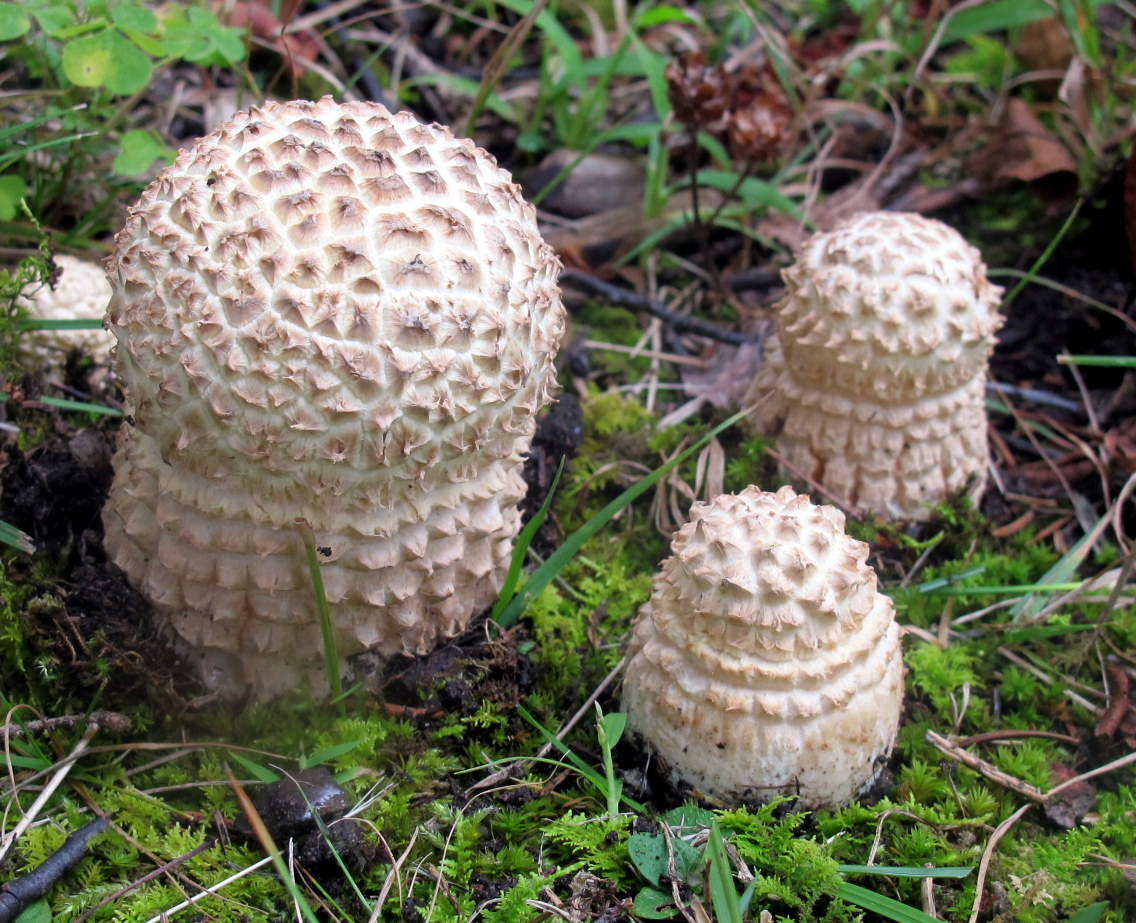
Amanita muscaria var. alba

- Amanita muscaria var. formosa Pers., 1800
- Amanita muscaria var. alba Peck, 1896
- Amanita muscaria var. aureola (Kalchbr.) Quél., 1886
- Amanita muscaria var. flavivolvata (Singer) Dav. T. Jenkins, 1977
- Amanita muscaria var. fuligineoverrucosa Neville, Poumarat & B. Clément, 2002
- Amanita muscaria var. guessowii Veselý, 1933
- Amanita muscaria var. inzengae Neville & Poumarat, 2002
- Amanita muscaria var. puella (Batsch) Pers., 1801

## Описание

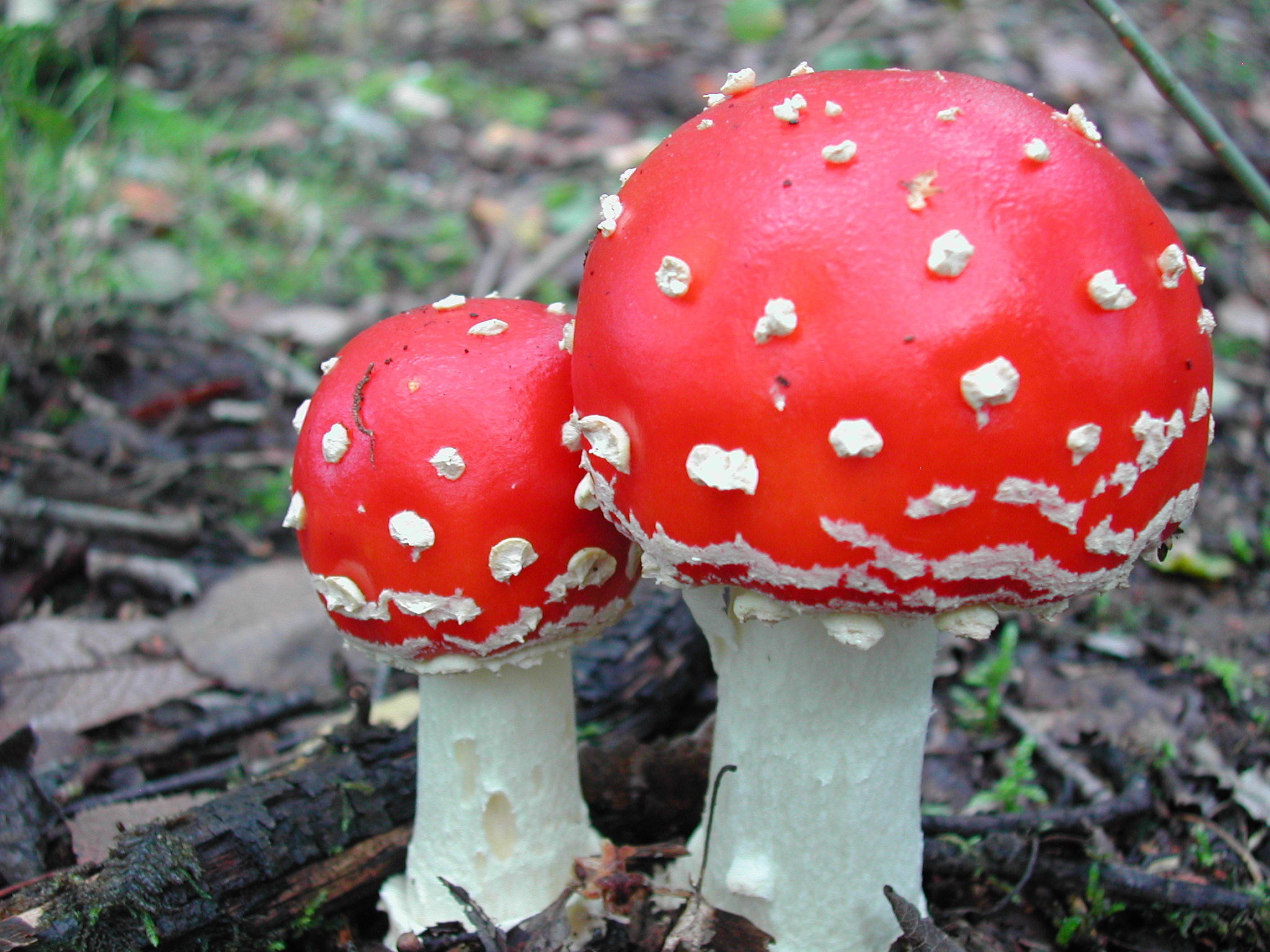
Молодые плодовые тела

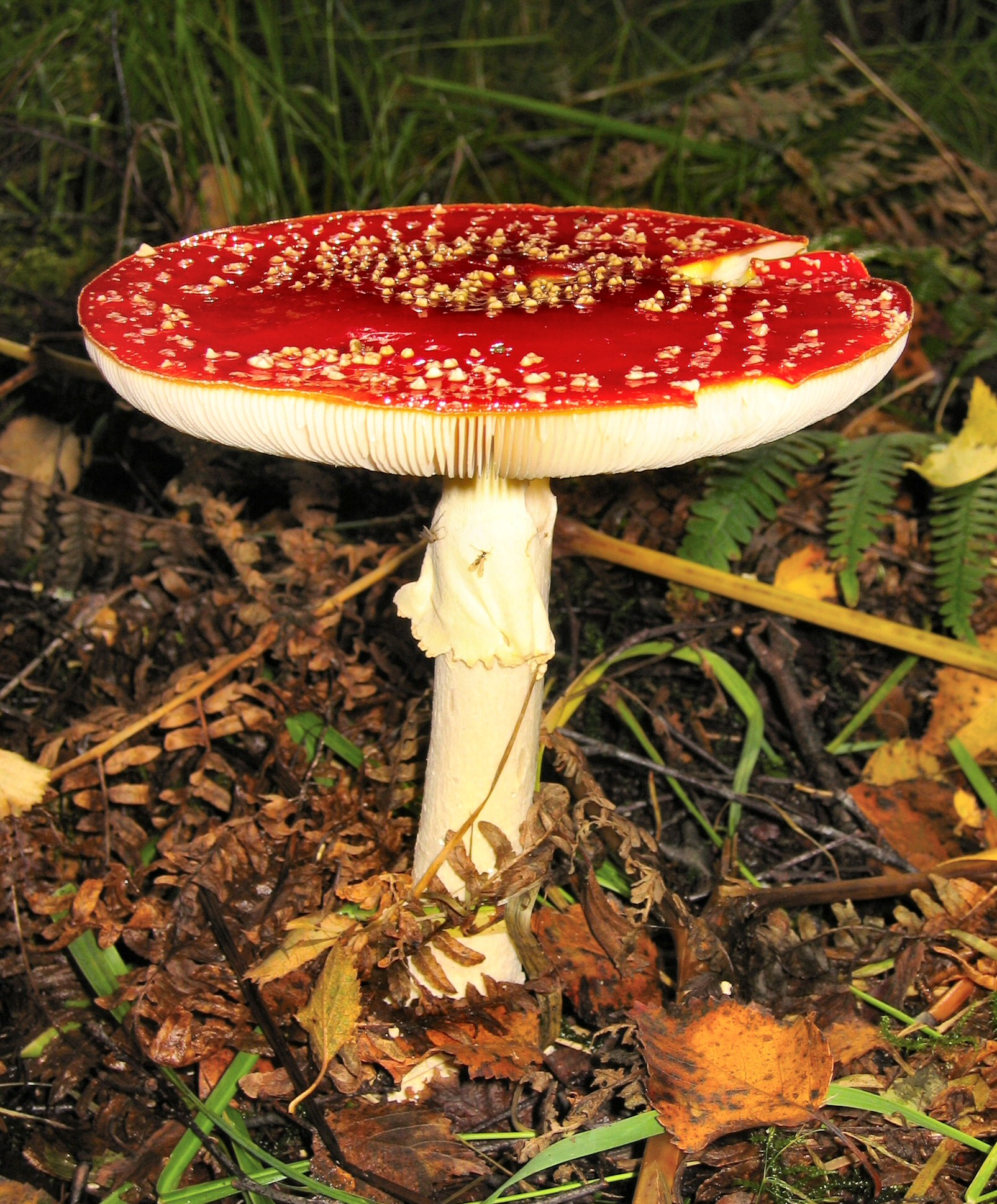
Зрелый гриб с плоской шляпкой

Шляпка диаметром от 5 до 20 см. Форма вначале полусферическая, затем раскрывается до плоской и вогнутой. Кожица ярко-красная, различной густоты цвета, блестящая, усеяна белыми бородавчатыми хлопьями.
Мякоть белая, под кожицей светло-оранжевая или светло-жёлтая, с лёгким запахом.
Пластинки шириной 0,8—1,2 см, белые или кремовые, частые, свободные, имеются многочисленные промежуточные пластиночки.
Ножка цилиндрическая, высотой 8—20 и диаметром 1—2,5 см, белая или желтоватая, с клубневидно-утолщённым основанием, у зрелых грибов полая.
Присутствуют остатки покрывал. Хлопья на кожице шляпки ватные, белые, могут отпадать. Плёнчатое кольцо в верхней части ножки, свисающее, устойчивое, края часто неровные, верхняя поверхность иногда слегка рубчатая. Влагалище приросшее, многослойное, очень хрупкое, имеет вид нескольких колец из беловатых бородавок возле основания ножки.
Споровый порошок беловатый, споры 9×6,5 мкм, эллипсоидальные, гладкие.

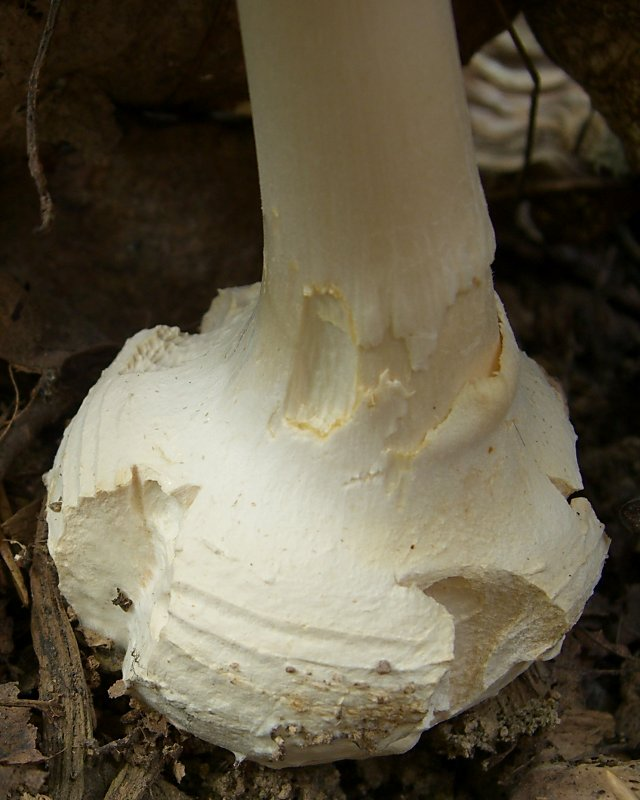
Основание ножки
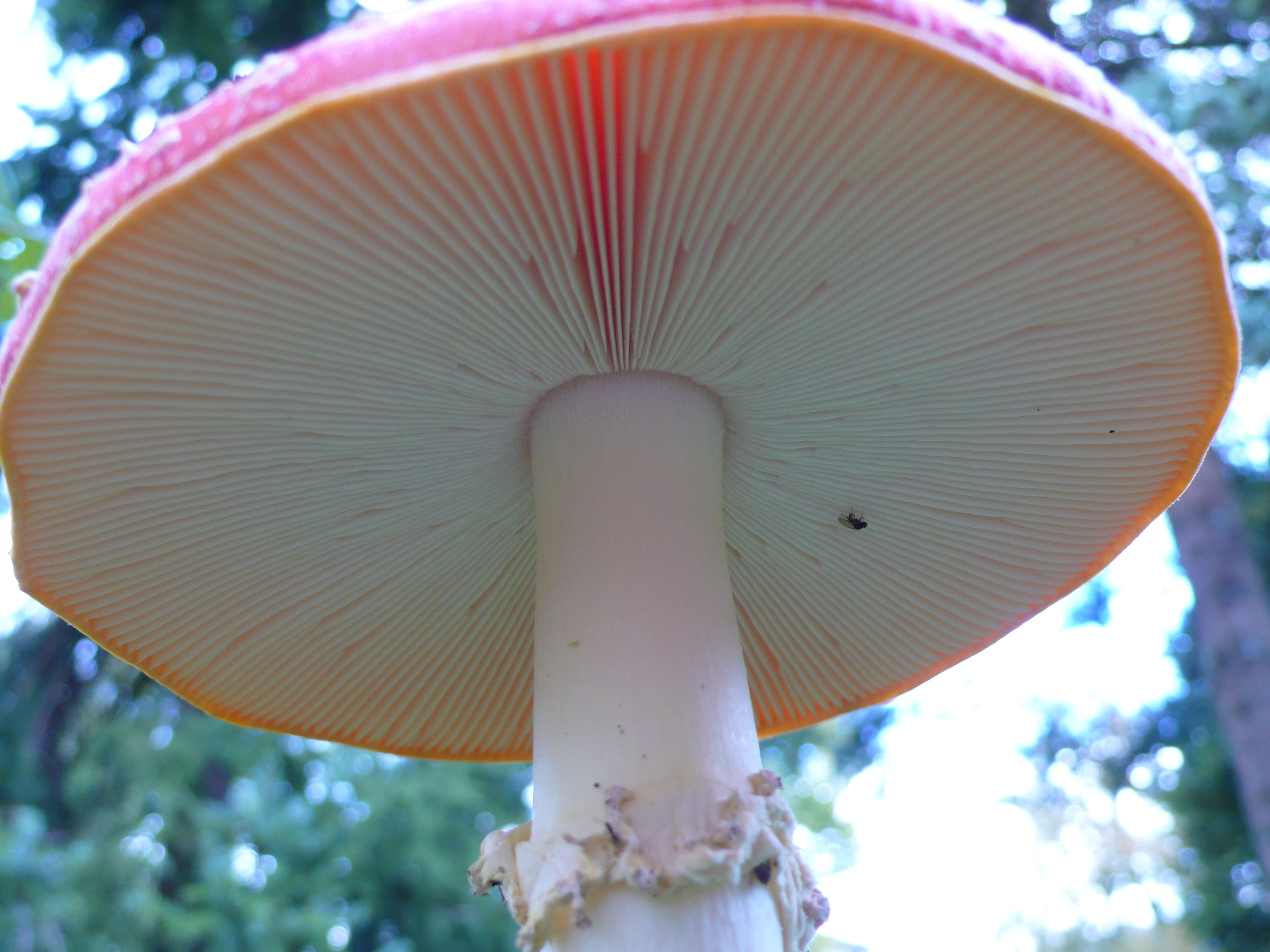
Нижняя поверхность шляпки
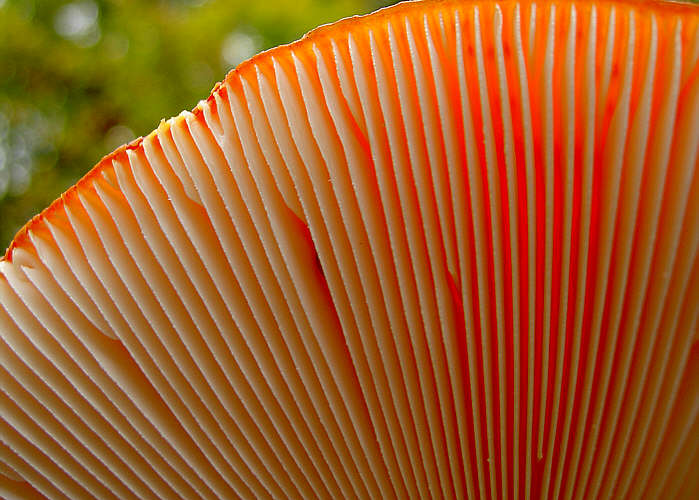
Гименофор
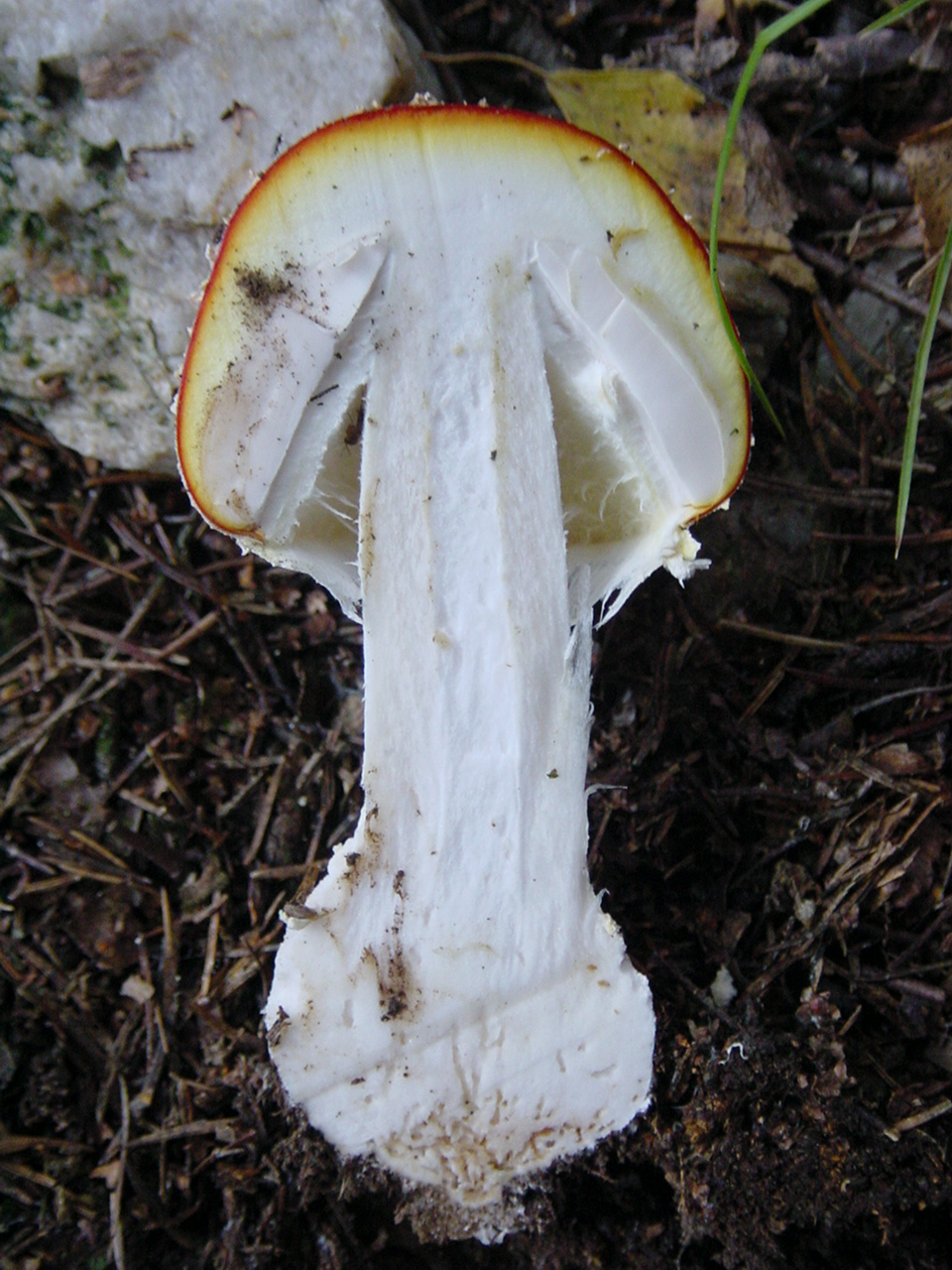
В разрезе

### Изменчивость
Цвет кожицы может быть различных оттенков от оранжево-красного до ярко-красного, с возрастом светлеет. У молодых грибов хлопья на шляпке отсутствуют редко, у старых могут смыться дождём. Пластинки иногда приобретают светло-жёлтый оттенок.
На северо-востоке Северной Америки распространена форма Amanita muscaria var. formosa с более светлой жёлтой или жёлто-оранжевой шляпкой.

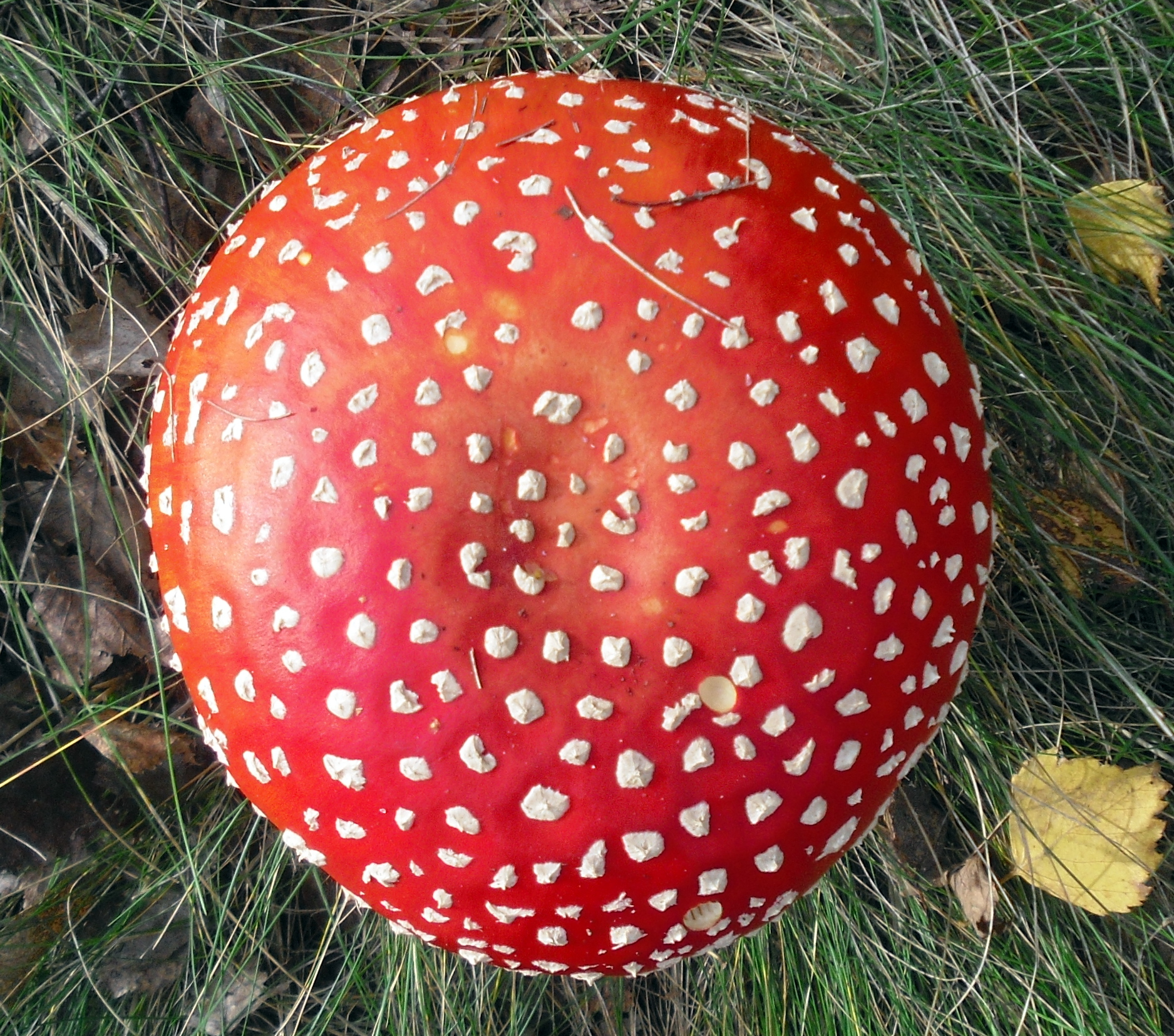
С красной шляпкой
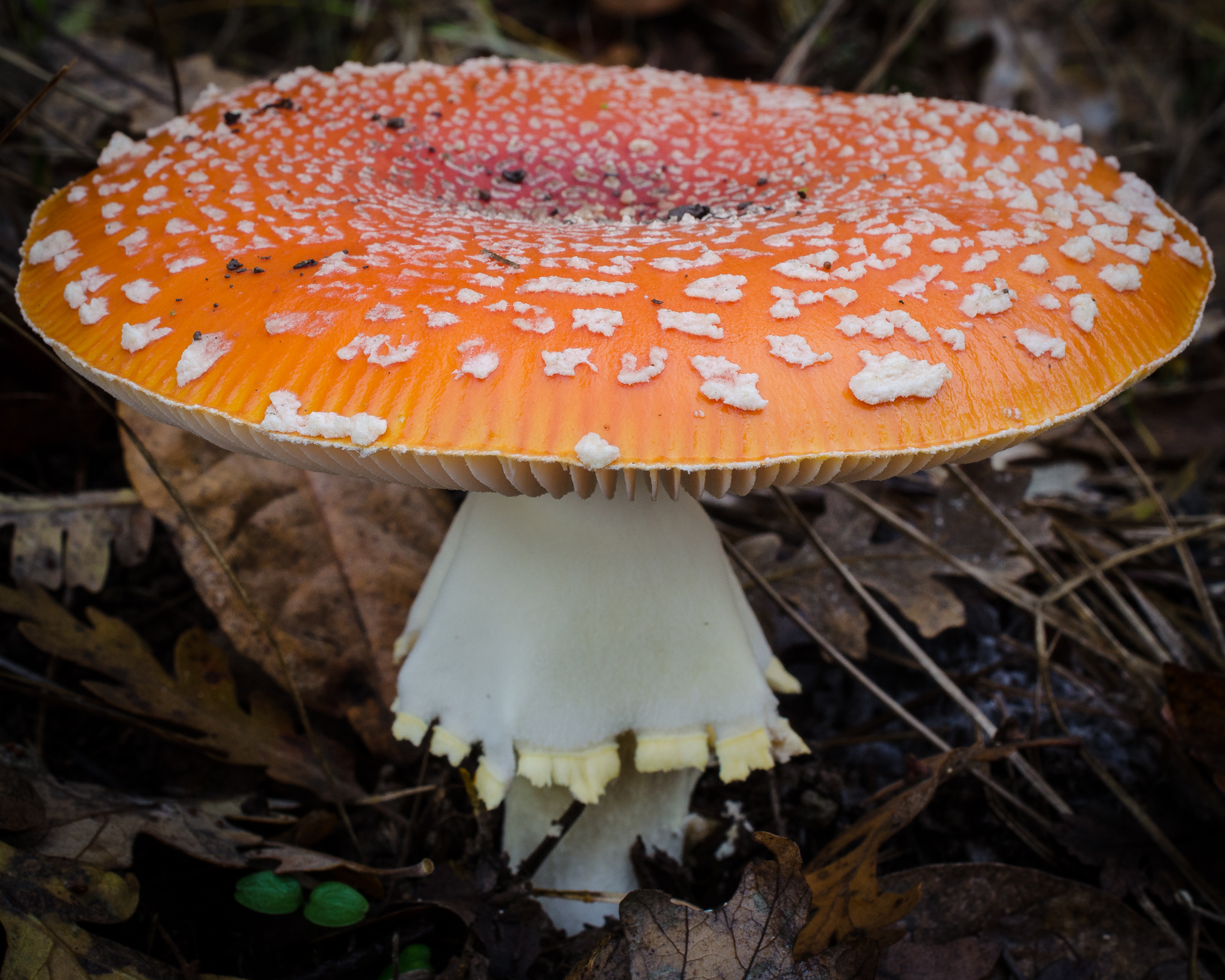
С оранжевой шляпкой
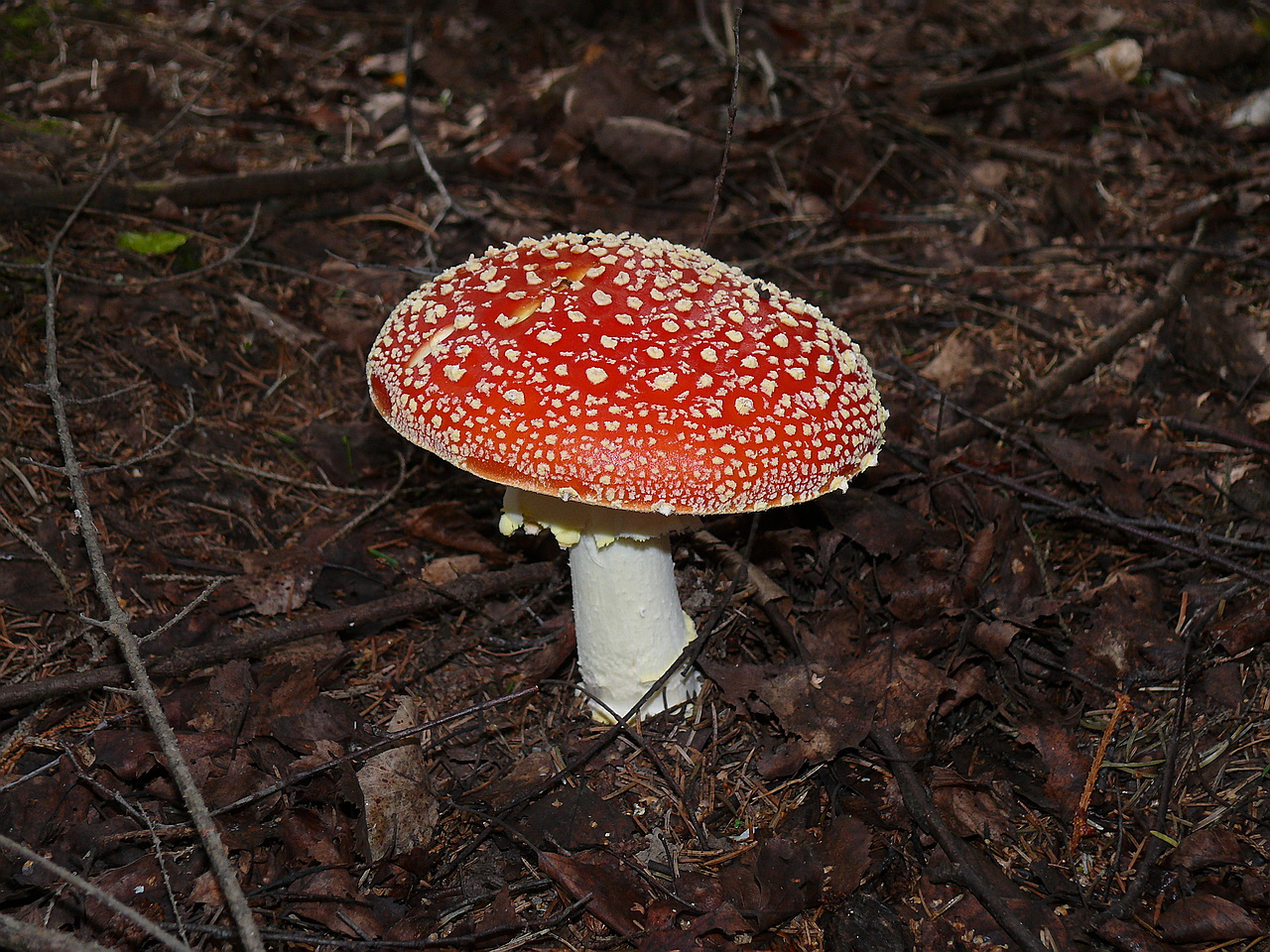
Хлопья на шляпке многочисленны
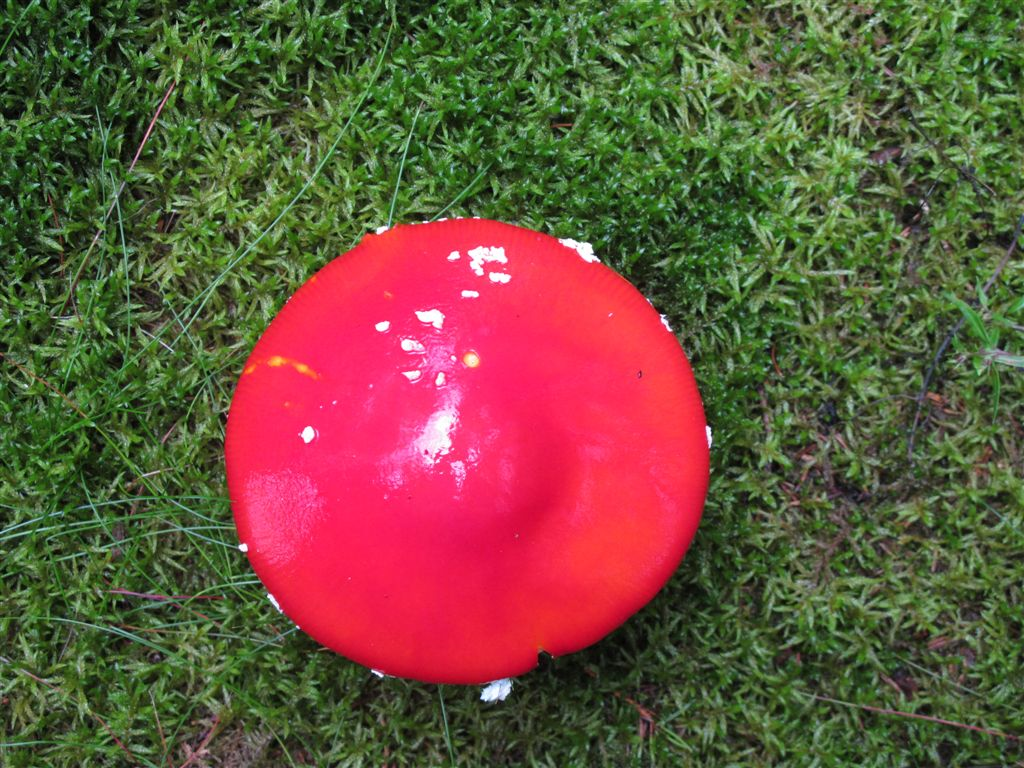
Хлопья на шляпке почти отсутствуют
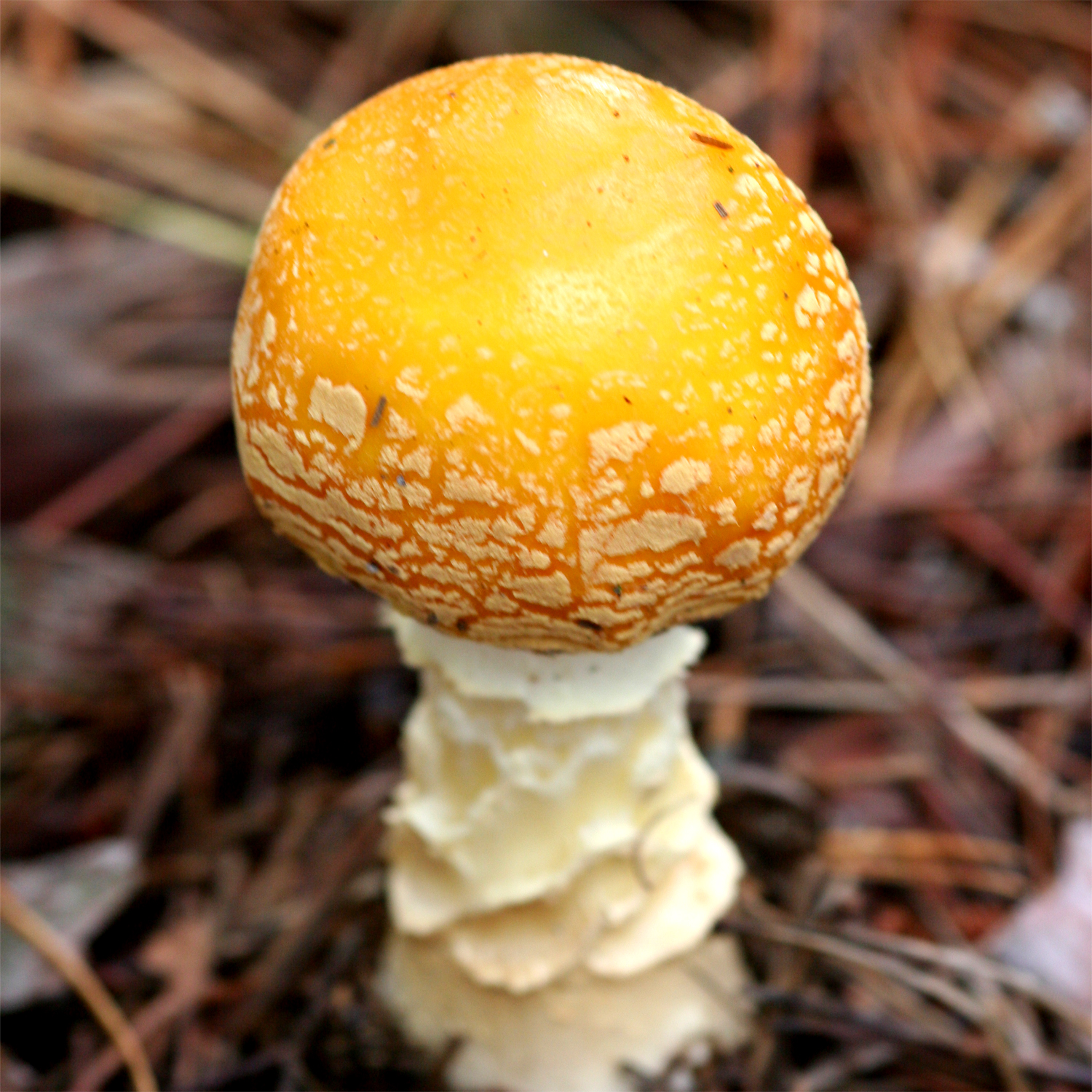
Североамериканская разновидность

## Экология и распространение

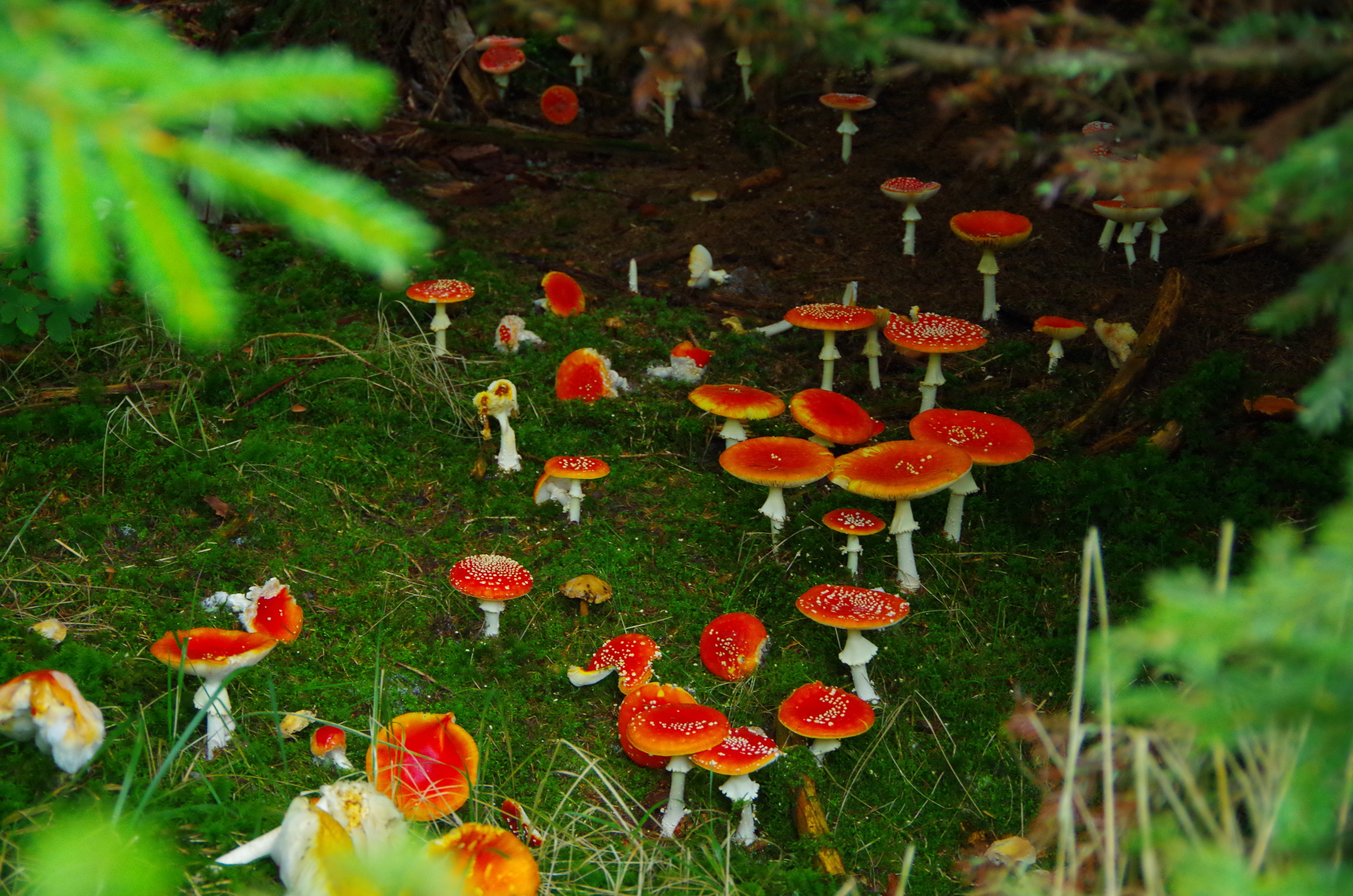
Плодовые тела мухомора красного

Мухомор красный — космополит, встречающийся на всех континентах кроме Антарктиды. В Австралии и Новой Зеландии — инвазивный вид. Обычный гриб в лесах умеренного климата Северного полушария, в горах встречается до верхней границы леса.
В России распространён повсеместно. Сезон плодоношения — с июня по ноябрь (по другим источникам — с июля до октября).
Может образовывать Микоризу с 26 видами хвойных и лиственных деревьев (елью, сосной, пихтой, берёзой, дубом и пр.). Произрастает на почве в лесах любого типа, иногда образует ведьмины кольца. Нередко сопутствует белому грибу.

## Сходные виды
Съедобные:
- Цезарский гриб (Amanita caesarea) распространён почти исключительно в Южной Европе, отличается золотисто-жёлтой ножкой и пластинками, свободным мешковидным влагалищем

Ядовитые:
- Amanita aureola
- Мухомор королевский (Amanita regalis) отличается более тёмной, красно-коричневой шляпкой

## Психотропные и токсические свойства веществ мухомора

Иботеновая кислота

Мускарин

Мусцимол

Мусказон

Плодовое тело гриба содержит ряд токсичных соединений, некоторые из которых обладают психотропным эффектом.
Иботеновая кислота — в ходе сушки декарбоксилируется в мусцимол(но не до конца). Иботеновая кислота и её метаболит — мусцимол хорошо проникают через ГЭБ и действуют как диссоциативы. Иботеновая кислота и мусцимол структурно подобны и по строению близки к двум важным медиаторам центральной нервной системы: глутаминовой кислоте и ГАМК, соответственно. Иботеновая кислота нейротоксична, вызывает гибель клеток головного мозга.
Мускарин, выделенный в 1869 году, длительное время считался активным психотропным веществом в Amanita muscaria, пока в середине XX века английские исследователи, а также группа из Японии и Швейцарии доказали, что психотропные эффекты мухомора вызываются преимущественно иботеновой кислотой и мусцимолом. Мускарин, действуя подобно ацетилхолину, стимулирует М-холинорецепторы, вызывая расширение сосудов и уменьшение сердечного выброса, и при достаточно большом поступлении в организм может вызвать характерную картину отравления, включающую такие симптомы, как тошнота, рвота, слюнотечение, усиленное потоотделение, снижение артериального давления. В тяжёлых случаях у больных может наблюдаться удушье вследствие отёка лёгких (смешанного вазо- и кардиогенного) и спазма мелких бронхов, судороги, в крайне тяжёлых — асистолия, потеря сознания и смерть.
Мусцимол — основное психоактивное вещество. Обладает седативно-гипнотическим, диссоциативным эффектом.
Мусказон — продукт распада иботеновой кислоты под воздействием ультрафиолетового излучения (солнечного света). Изначальное содержание в плодовом теле невелико. В сравнении с остальными действующими компонентами мухомора обладает незначительным психоактивным действием.
Летальный исход при отравлении красным мухомором наступает редко, так как яркая окраска позволяет легко отличить мухомор от съедобных грибов, и потому концентрация отравляющих веществ при случайном употреблении в пищу вместе с другими грибами невелика. Смертельная доза красного мухомора для человека — примерно 15 шляпок., то есть около килограмма.

## Применение

### Применение в качестве инсектицида

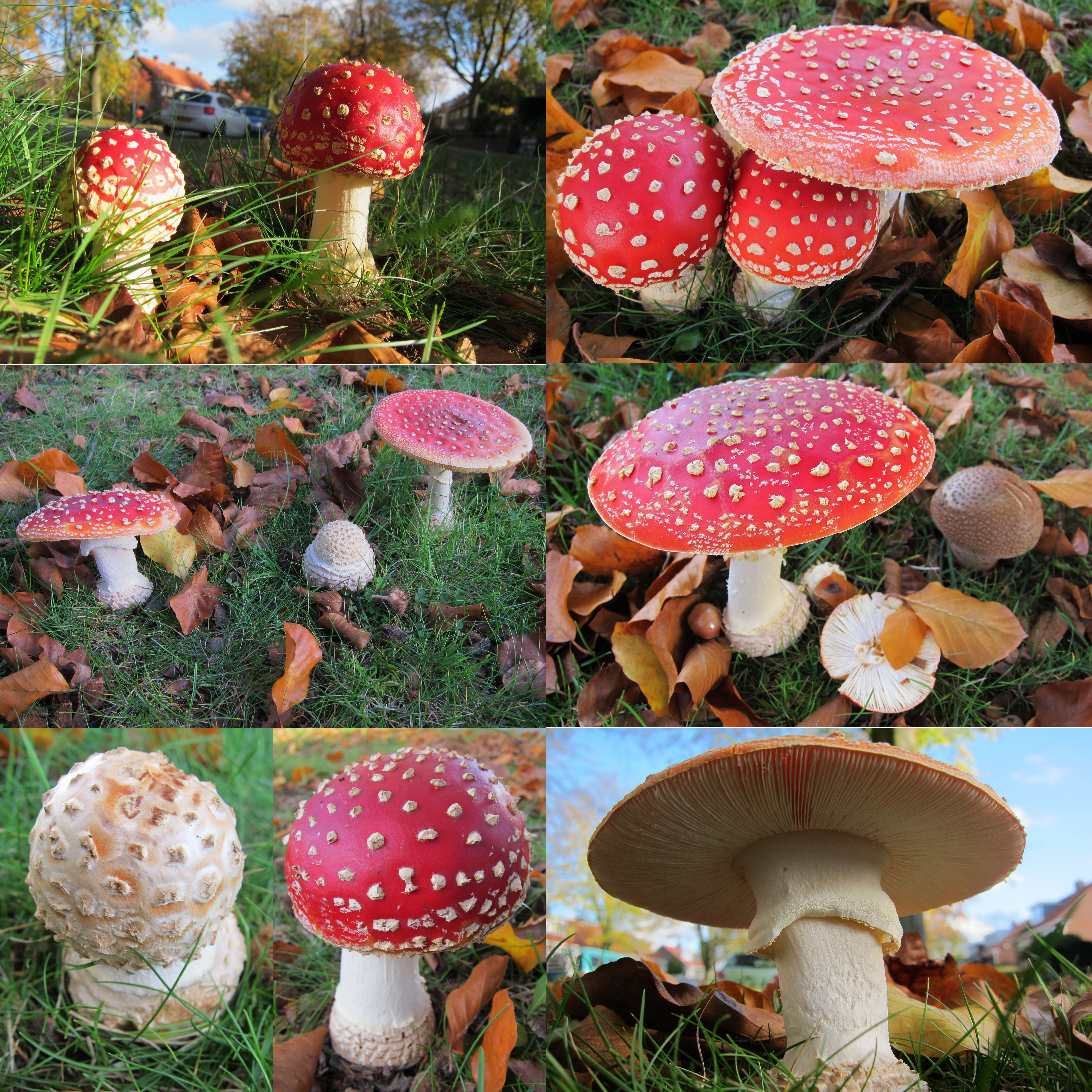
Стадии развития мухомора красного

По меньшей мере с XIII века известны токсические свойства мухомора по отношению к некоторым насекомым. Это, во-первых, дало грибу характерное название, и, во-вторых, позволяло долгое время использовать его настой как средство от насекомых.
Вопреки распространённому убеждению, мухи умирают не из-за воздействия веществ, содержащихся в мухоморе. В лесу шляпка взрослого мухомора становится вогнутой, и в ней скапливается дождевая вода. В этой воде хорошо растворяются алкалоиды мухомора, и мухи, напившись этой воды, через несколько минут впадают в сон и попросту тонут в воде. То же самое происходит, когда мухомор кладут в блюдце с водой в помещении. Если же заснувшую муху незамедлительно переложить на сухую поверхность, то по прошествии 10—12 часов она просыпается и улетает.

### Этнографические сведения о применении мухоморов
Благодаря психоактивным свойствам веществ, входящих в состав мухоморов, он издавна использовался у многих народов при религиозных церемониях. Во многих литературных источниках, обработанных Р. Г. Уоссоном и соавторами указывается, что мухомор употреблялся всеми народами севера и востока Сибири, поскольку был единственным известным хмельным средством. Чилтон отмечает, что действие красного мухомора сходно с сильным опьянением: чередуются приступы смеха и гнева, появляются галлюцинации с изменением очертаний и удвоением предметов, цветовые видения и слуховые галлюцинации. Затем следует потеря сознания и летаргический сон, сопровождающийся амнезией.

Но из всех встреченных нами грибов особенно поразил меня мухомор размером с чайное блюдце, чей алый цвет раздвигал лесной сумрак. Этот пронзительно яркий, словно звук трубы, гриб известен своей ядовитостью ещё со времен средневековья, когда хозяйки травили мух на кухне или маслобойне, кроша гриб в блюдце с молоком. Его ядовитые свойства вызывают каталепсию, сопровождающуюся своеобразным опьянением и конвульсиями. Любопытно, что северные олени испытывают к этим грибам явное пристрастие, обходясь с ними так же, как кое-кто из нас с неожиданно найденной в лесу бутылкой джина или виски, и не упускают случая, должен с сожалением констатировать это, ими полакомиться. Саамы, наблюдавшие за чудачествами оленей, наевшихся мухоморов, и, возможно, завидуя столь недостойному состоянию, эмпирическим путём выявили две интересные особенности. Для желаемого опьянения достаточно лишь проглотить мухомор не разжёвывая. Они также узнали (лучше не пытаться представить, каким способом), что моча человека, захмелевшего от мухомора, обладает пьянящим действием, и того же эффекта можно достичь с помощью продукта этой своеобразной перегонки. Однако же когда саамы страдают от похмелья, они, естественно, во всём обвиняют оленей.— Дж. Даррел. Натуралист на мушке
Уоссон провёл также исследования, касающиеся сомы — священного напитка, известного из древнеиндийской мифологии и религии, воспетого в гимнах Ригведы. По описаниям Ригведы, сома представляет собой «дитя земли красного цвета без листьев, цветов и плодов, с головой, напоминающей глаз», что более всего похоже на описание гриба красного цвета. Многие исследователи склонны соглашаться с Уоссоном в том, что сому готовили именно из красного мухомора.
Шаманы обских угров также ели мухоморы, чтобы достичь транса. Мордва и марийцы считали мухоморы пищей богов и духов.
Описывается три стадии мухоморного опьянения у чукчей, которые могли наступать по отдельности или последовательно в течение одного приёма. На первой стадии, характерной для молодых, наступает приятное возбуждение, беспричинная шумная весёлость, развивается ловкость и физическая сила. На второй стадии появляются галлюциногенные эффекты, люди слышат голоса, видят духов, вся окружающая реальность для них приобретает иное измерение, предметы кажутся непомерно большими, но они всё ещё осознают себя и нормально реагируют на привычные бытовые явления, могут осмысленно отвечать на вопросы. Третья стадия самая тяжёлая: мухоморный человек входит в состояние изменённого сознания, он полностью теряет связь с окружающей реальностью, находится в иллюзорном мире духов и под их властью, но он долгое время активен, передвигается и говорит, после чего наступает тяжёлый наркотический сон.
Чукчи использовали красные мухоморы чаще всего в сушёном виде. Грибы заготавливали впрок, высушивая и нанизывая по три гриба на нитку. При употреблении отрывали маленькие кусочки, тщательно пережёвывали и глотали, запивая водой. У коряков был распространен обычай, когда женщина разжёвывает гриб и отдаёт мужчине проглотить полученное. Отметим, что на северо-востоке Сибири о ферментации, то есть о приготовлении мухоморного напитка, отвара или настоя из гриба, не знали, так что прямая связь со специально изготавливаемой сомой крайне сомнительна. Наркотические свойства мухомора были широко известны не только народам северо-восточной Сибири. Есть сведения, что их употребляли якуты, юкагиры и обские угры. Причём в Западной Сибири мухоморы ели сырыми или пили отвар из сушёных грибов.

Мухоморами упиваются и многие другие сибирские народы, а особливо, живущие около Нарыма остяки. Когда кто съест за одним разом свежий мухомор, или выпьет увар, с трёх оных, высушенных, то после сего приёму, становится сперва говорлив, а потом делается, из подоволи, так резов, что поёт, скачет, восклицает, слагает любовные, охотничьи и богатырские песни, показывает необыкновенную силу, а после ничего не помнит. Проводя в таком состоянии от 12 до 16 часов, напоследок засыпает; а как проснётся, то от сильного напряжения сил, походит на прибитого, но в голове не чувствует такой тягости, когда вином напивается, а и после не бывает ему от того ни какого вреда от мухомора.
— И. Г. Грегори
Олард Диксон в книге «Мистерии мухомора» пишет, что в докладе "Об изучении и охране окраинных народов", зачитанном в Большой коллегии Наркомнаца 27 марта 1923 года относительно чукчей, исконное употребление красного мухомора было поставлено в один ряд с алкоголем и привозными, не традиционными веществами: "Торговля спиртными напитками, опиумом, гашишем, кокаином, сушеным мухомором и другими подобными средствами должна быть безусловно запрещена. Запрещение должно быть поддержано достаточно суровыми наказаниями при непременной конфискации запрещенных товаров и самих перевозочных средств".

### Употребление в пищу
Токсические и психоактивные вещества хорошо растворяются в горячей воде, и употребление грибов, отваренных в нескольких водах, приводит к менее сильному отравлению, однако содержание ядов в плодовых телах может сильно варьироваться, что делает употребление мухоморов в пищу опасным.
С. П. Вассер:

Иногда высказывается мнение, что после отваривания в двух водах мухомор красный становится съедобным, но это мнение не является полностью обоснованным.
— Флора грибов Украины. Аманитальные грибы. — С. 116.

### Прочее
На Чукотке отмечено поедание северным оленем (Rangifer tarandus) с появлением признаков отравления в виде нетвердого стояния на ногах. Смертельного исхода не наблюдалось.
Отмечены случаи поедания одомашненным европейским лосём (Alces alces Linnaeus). По наблюдениям лоси за один раз съедали до 5 шляпок, а затем ложились и жевали жвачку.

## Мухомор в популярной культуре
- В рассказе И. А. Бунина «Косцы» описывается поедание мухомора русскими крестьянами.
- Главный герой рассказа Герберта Уэллса «Красный гриб» полностью изменил свою жизнь, употребив мухоморы, причём к лучшему.
- Красный мухомор употребляют герои книги «Generation «П»» Виктора Пелевина.
- Главный герой фильма «Другие ипостаси» употребляет отвар из мухоморов на церемонии у мексиканских индейцев.
- Мухомор является одним из основных предметов в серии игр «Super Mario Bros.».
- В телешутке «Ленин — гриб» употребление мухомора приписывается Сергеем Курёхиным Ленину как необходимое для революции и построения нового общества средство.
- В романе Земля Санникова, шаман онкилонов принимает сушёный мухомор.